# 马克·伦肖
马克·伦肖（英語：Mark Renshaw，1982年10月22日—），澳大利亚男子自行车运动员。他曾代表澳大利亚参加2002年和2014年英联邦运动会自行车比赛，获得一枚金牌。他也曾参加2004年夏季奥林匹克运动会。